# Repbro

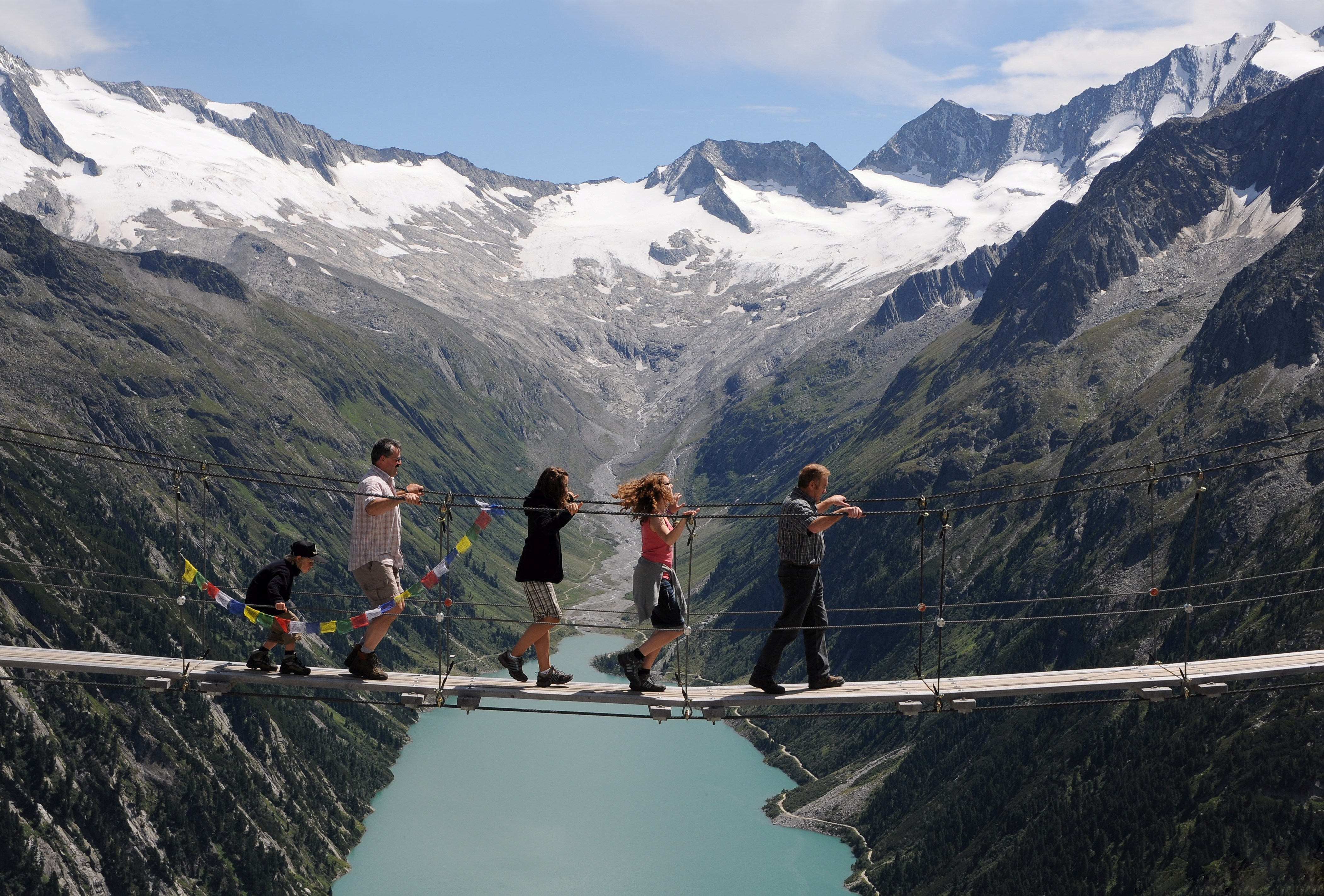
Repbro i Zillertalalperna i Österrike

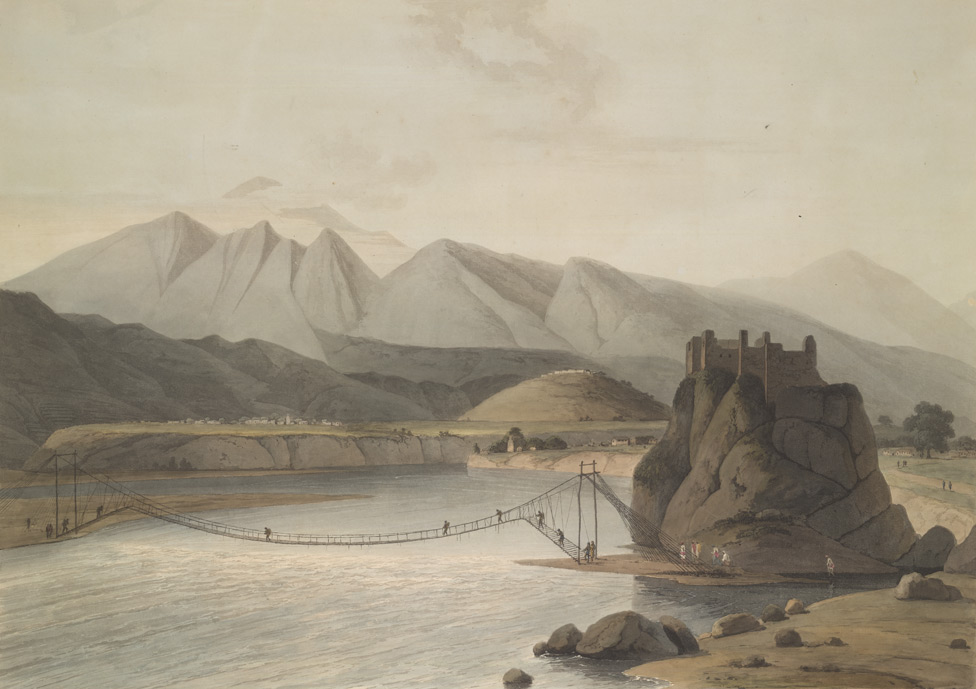
1700-talsrepbron i Srinagar i dåvarande riket Tehri Garhwal

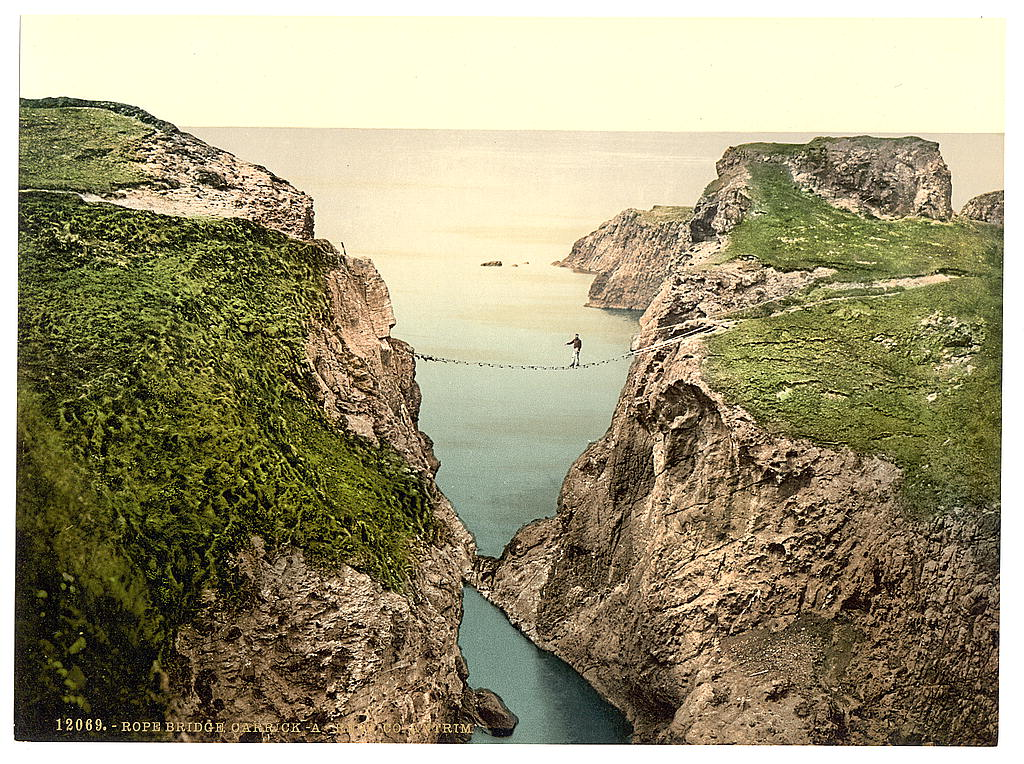
Repbron Carrick-a-Rede i Nordirland omkring 1890-1900

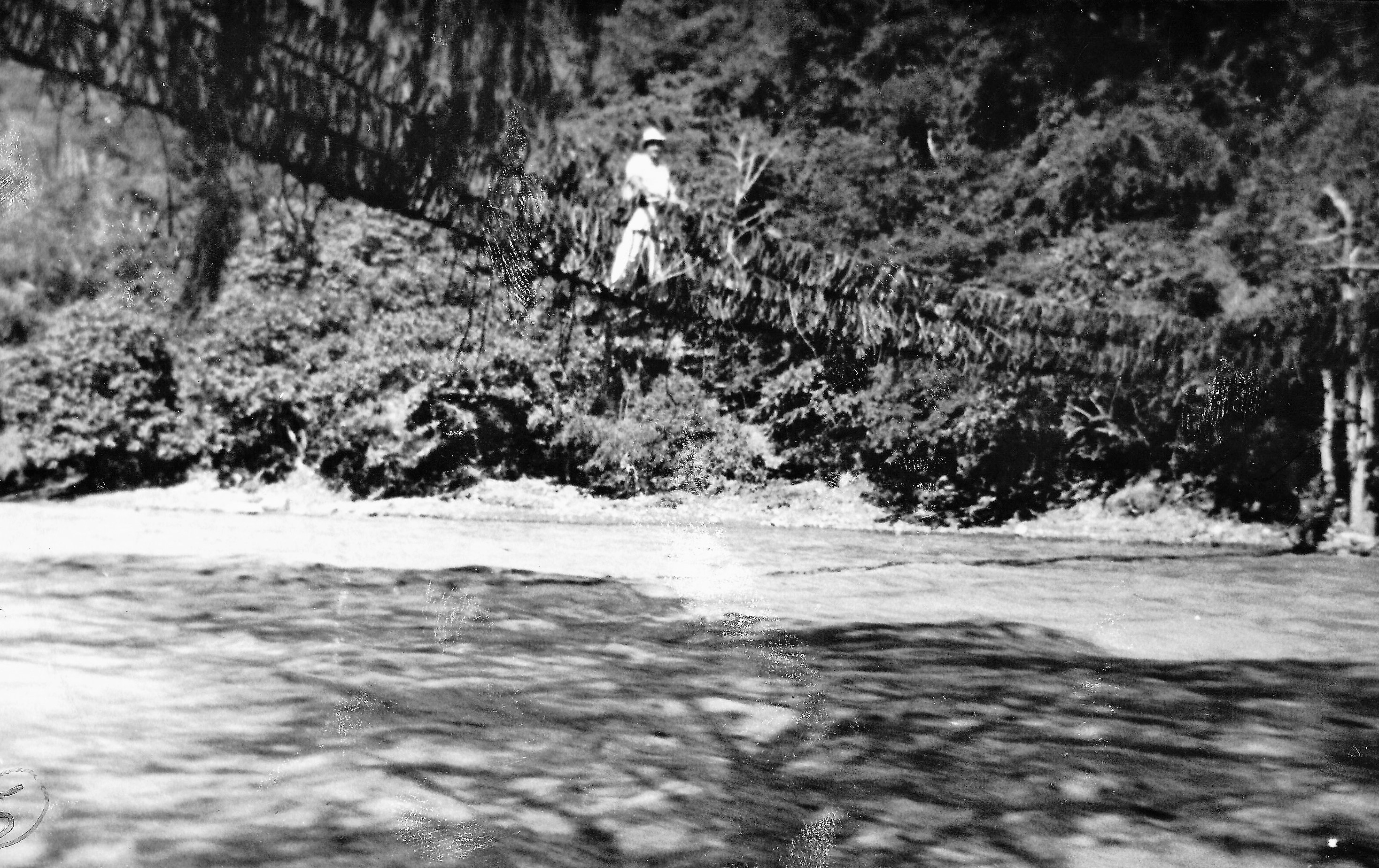
Repbro över floden Cuanana i distriktet Yosondúa i Oaxaca i Mexiko, 1952

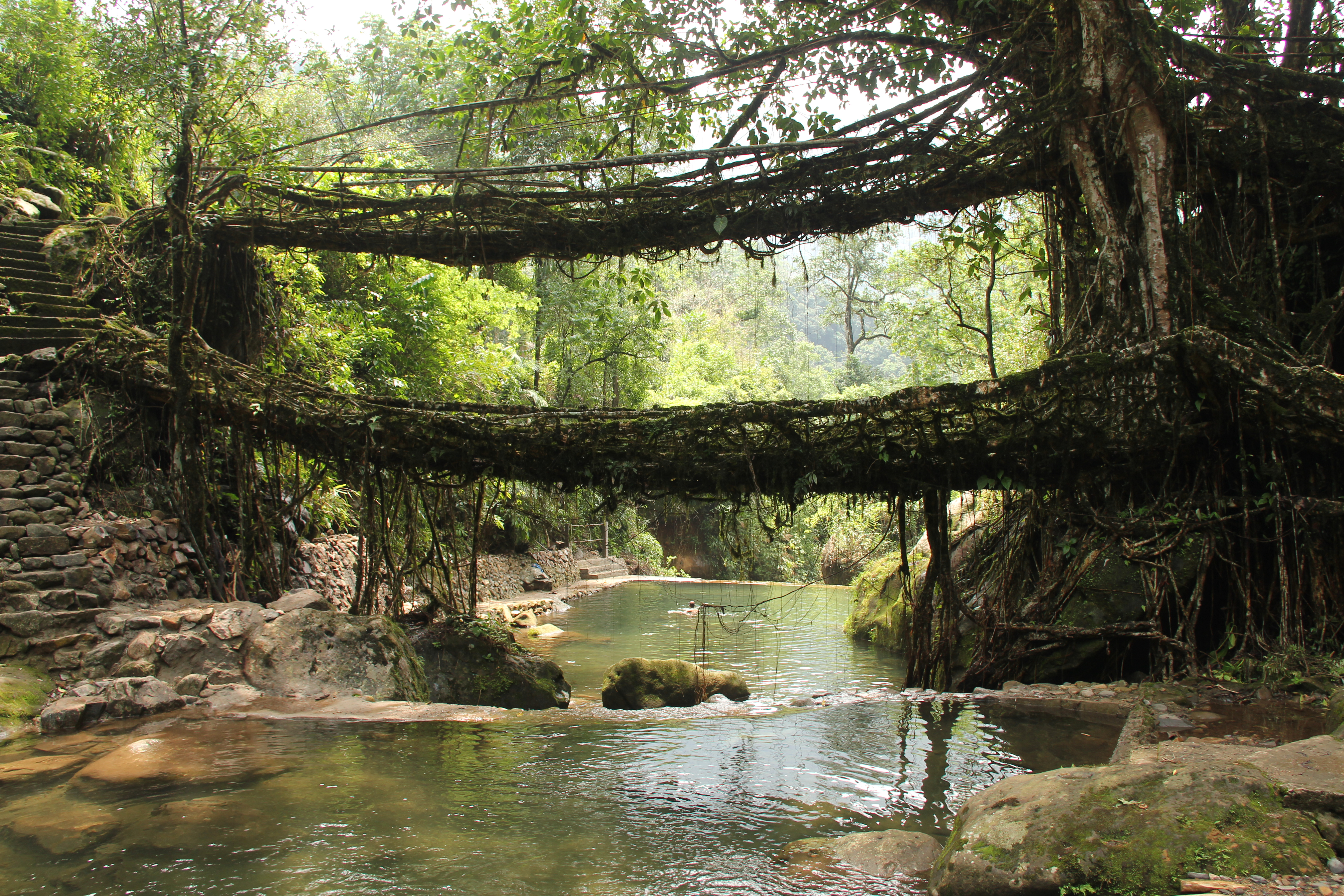
Trädrotsbroar i byn Nongriat i Meghalaya i Indien

En repbro är en enkel form av bro som helt bärs upp av förankringar på bägge sidor, men inte av pyloner eller fasta spann. Om de är upphängda från två fästen över en flod eller klyfta, följer repbroar en svag nedåtriktad båge i form av en kedjekurva. Den är en brotyp som kan vara den mest effektiva och uthålliga lågkostnadskonstruktionen för broar med låg belastning, inte minst som traditionellt för flodövergångar i bergslandskap.

## Historik
Repbron är den äldsta kända sortens hängbro. Den har oberoende utvecklats i minst två skilda världsdelar: i ett område söder om Himalaya samt i Central- och Sydamerika.
De äldsta beläggen av repbroar finns i reseberättelser från Handynastin av kinesiska diplomater till länder i de västra och östra delarna av området på kanten av Himalaya, nämligen Hindukush i Afghanistan samt rikena Gandhara och Gilgit. Dessa broar var repbroar med tre eller flera rep gjorda av klätterväxter, på vilka folk gick direkt på själva repen. Senare fanns också broar, på vilka det fanns ett däck av brädor, vilka vilade på två rep.
I Syamerika fanns ett stort antal repbroar i Inkariket innan de spanska erövrarna kom på 1500-talet. Den förmodade Mayabron i Yaxchilan i Centralamerika är från 600-talet.
Enkla hängbroar med användning av stållinor finns också dokumenterade i Tibet och i Kina. En bro över övre Yangtzefloden dateras till 600-talet. Det finns flera broar som är attribuerade till den tibetanske munken Thang Tong Gyalpo, som har rapporterats byggt flera i Tibet och i Bhutan på 1400-talet, bland andra Chakzam Bridge och en i Chuka i Tibet. Ett annat exempel är Ludingbron över Dadufloden i Luding län i Sichuan i Kina, som är från 1703 och spänner över 100 meter med hjälp av elva stålkedjor.

## Material
Inkarepbroar görs fortfarande av lokala fibrer. Dessa måste ersättas eller renoveras ofta, eftersom repmaterialet snabbt åldras. 
Det byggs fortfarande repbroar för fotgängare och boskap med samma teknik som inkarikets broar, men med starkare rep eller metallkablar. 

### Trädrotsbroar
Den nordöstra indiska delstaten Meghalaya har Khasi- och Jaintiafolken konstruerat broar av levande trädrötter, som är en form av trädskulptering. Enkla hängbroar görs av med rötter i stället för rep genom att tvinga fönsterfikus-träds rötter att växa över vattendrag. Det finns exempel på spann på drygt 52 meter.. Dessa broar förnyar sig och förstärker sig själva efter hand som rötterna blir grövre. Det antas att några sådana trädrotsbroar är över 500 år gamla.
I Iyadalen i Japan har broar konstruerats med hjälp av wisteria-stammar. För att bygga en sådan bro planteras växten på bägge sidor av floden och vävs samman när de vuxit tillräckligt långa för att spänna över floden. Sedan kompletteras växtbryggan med plankor för att åstadkomma en användbar bro.

## Fotogalleri

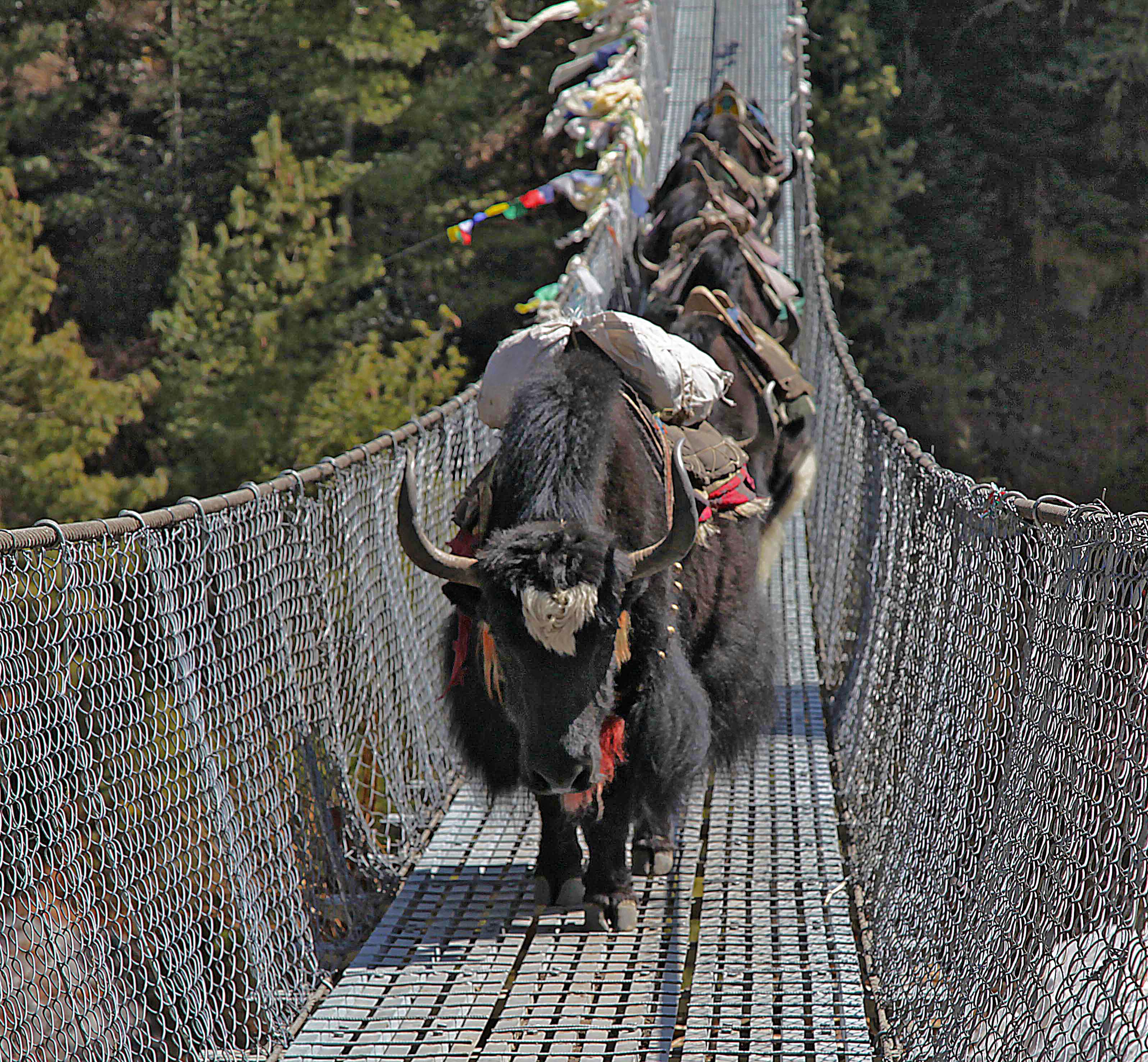
Jakar på repbro i Nepal
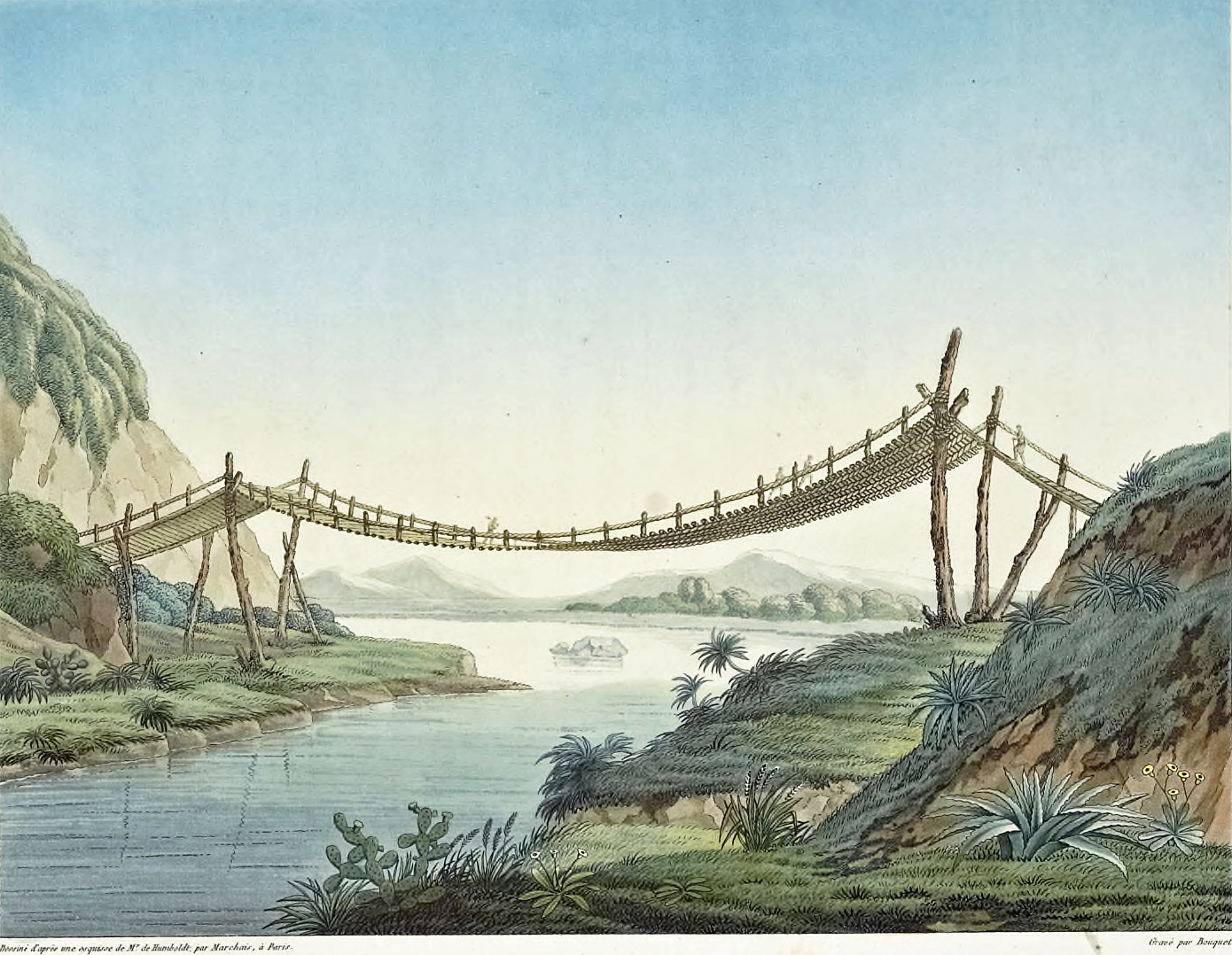
Alexander von Humboldt: Penipébron över Chambo, Amerika, 1813
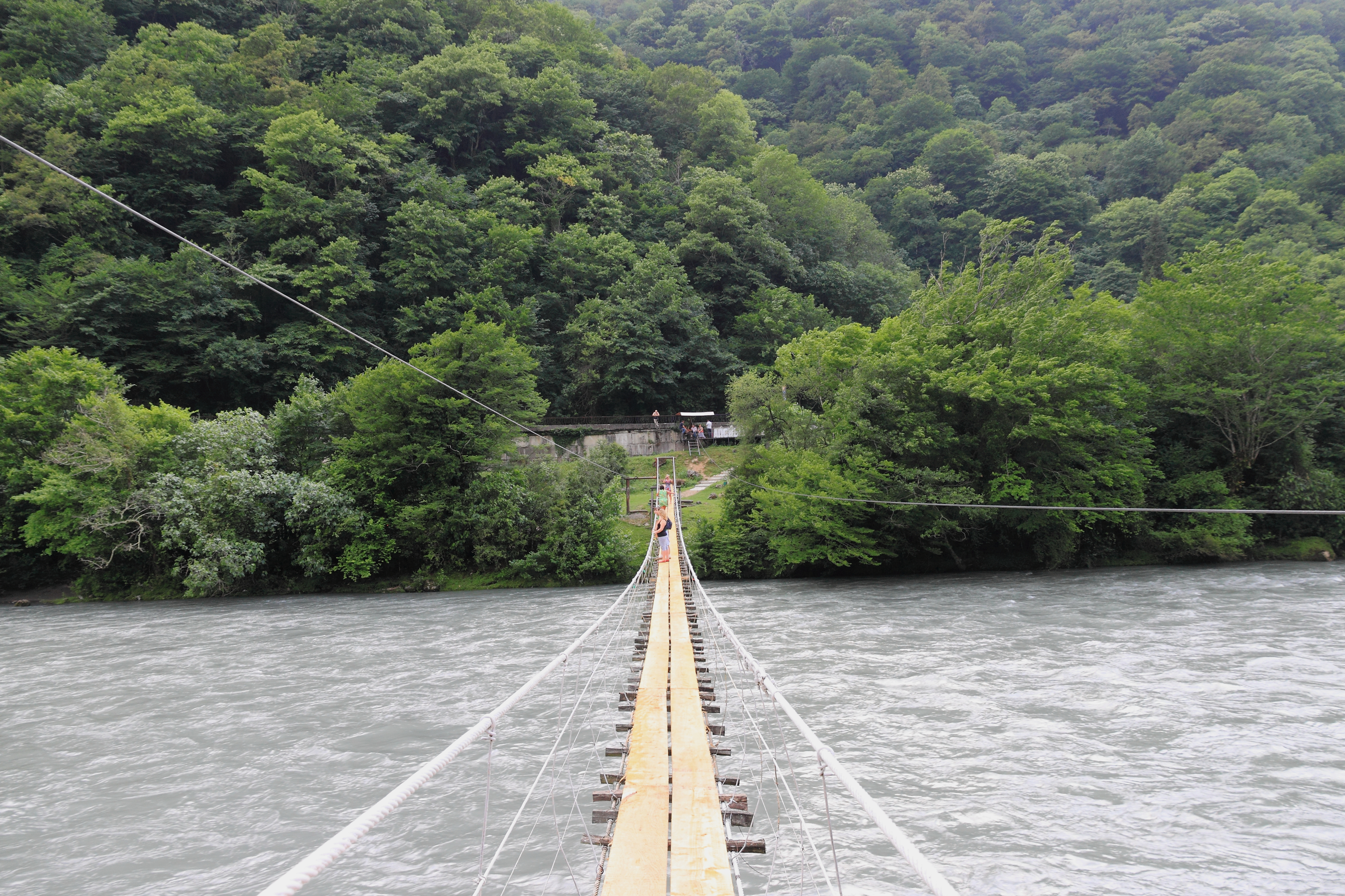
Repbro över floden Bzipi i Abkhazien
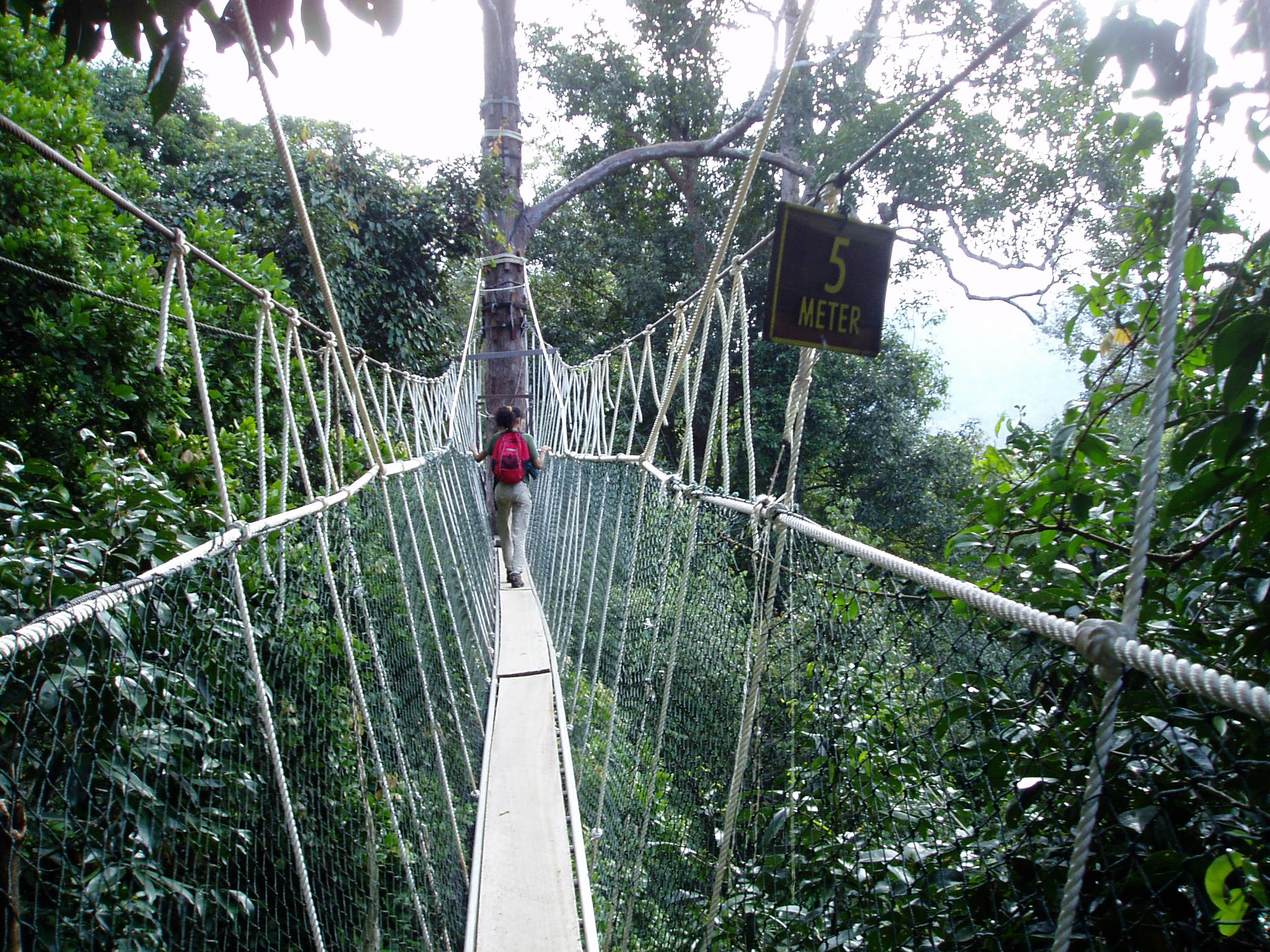
Repbro i Malaysia
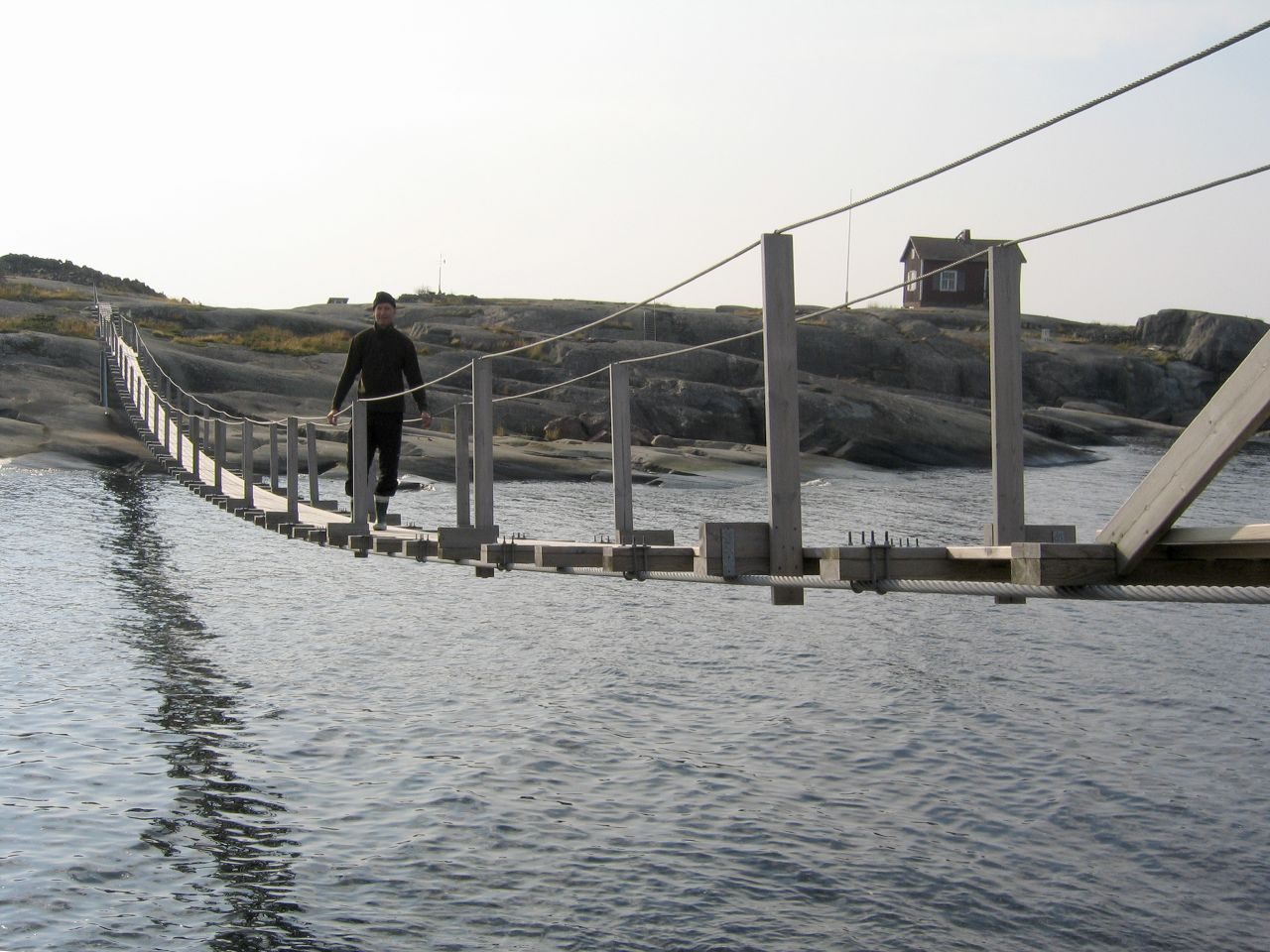
Repbro vid Söderskär i Finland
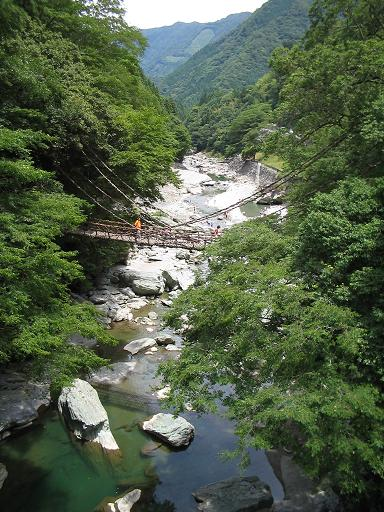
Klätterväxtbro i Iyadalen i Japan
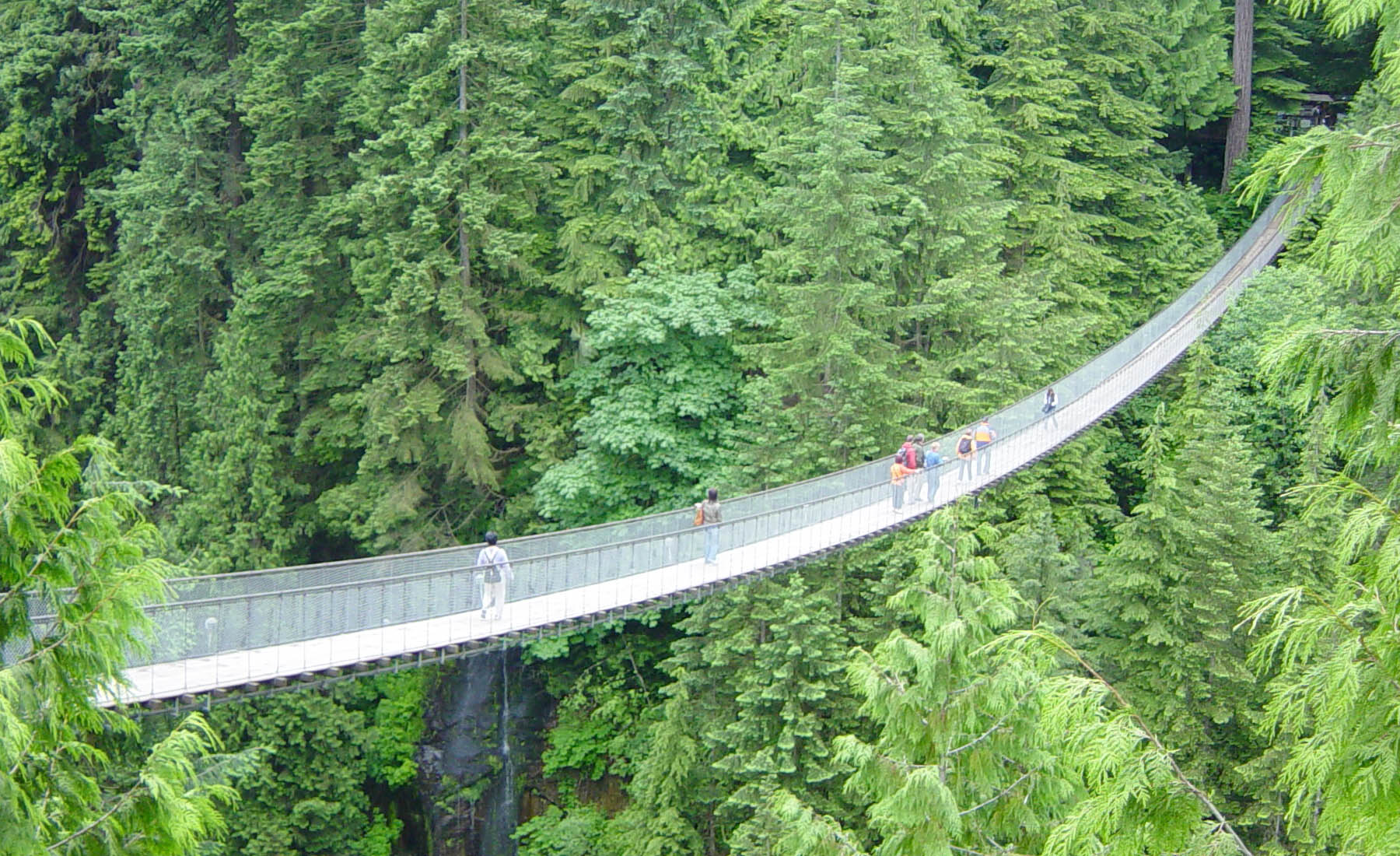
Capilano Bridge i North Vancouver district i British Columbia i Kanada
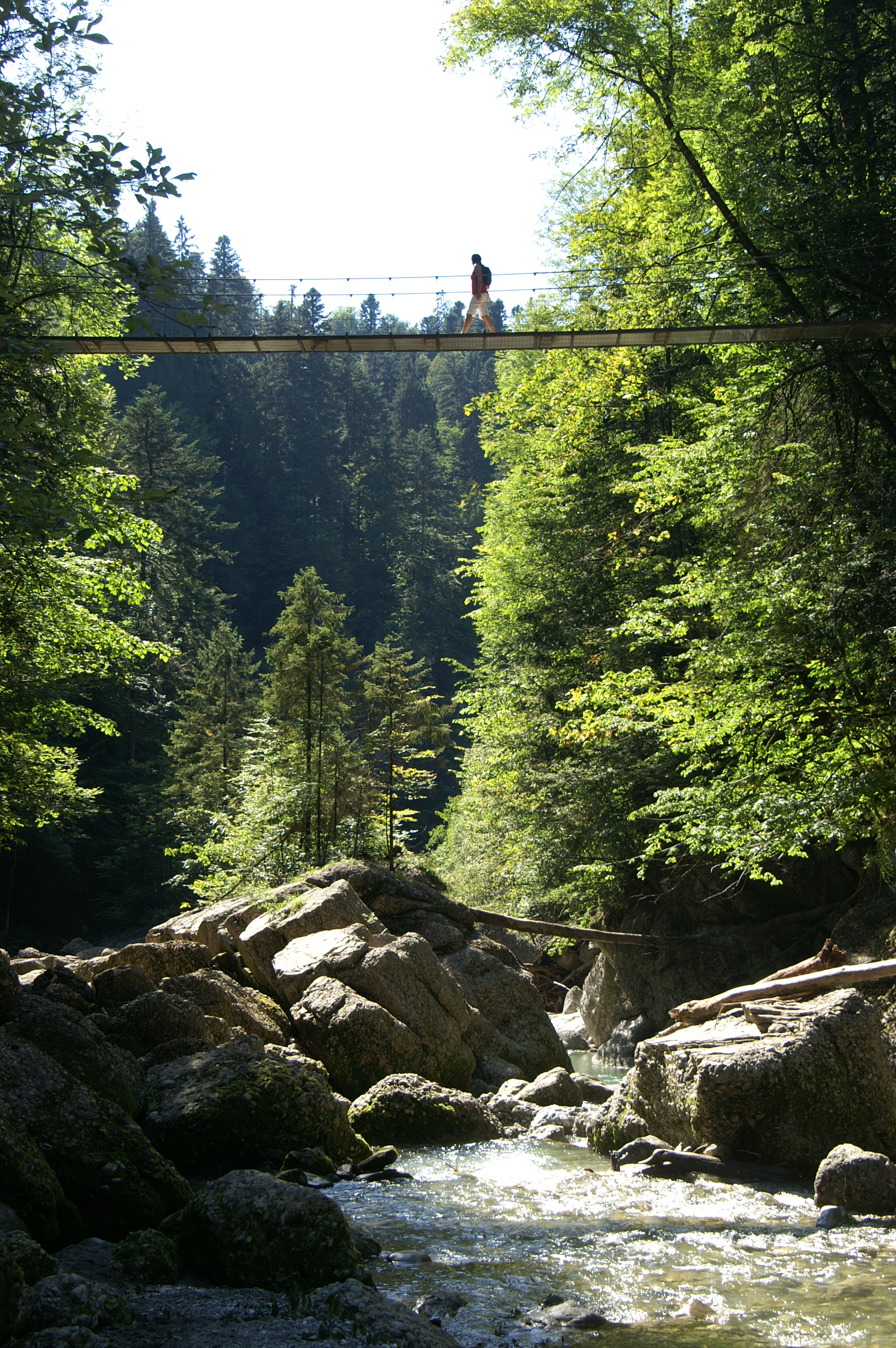
Repbro i Lingenau i Bregenzerwald, med ett nästan horisontellt däck
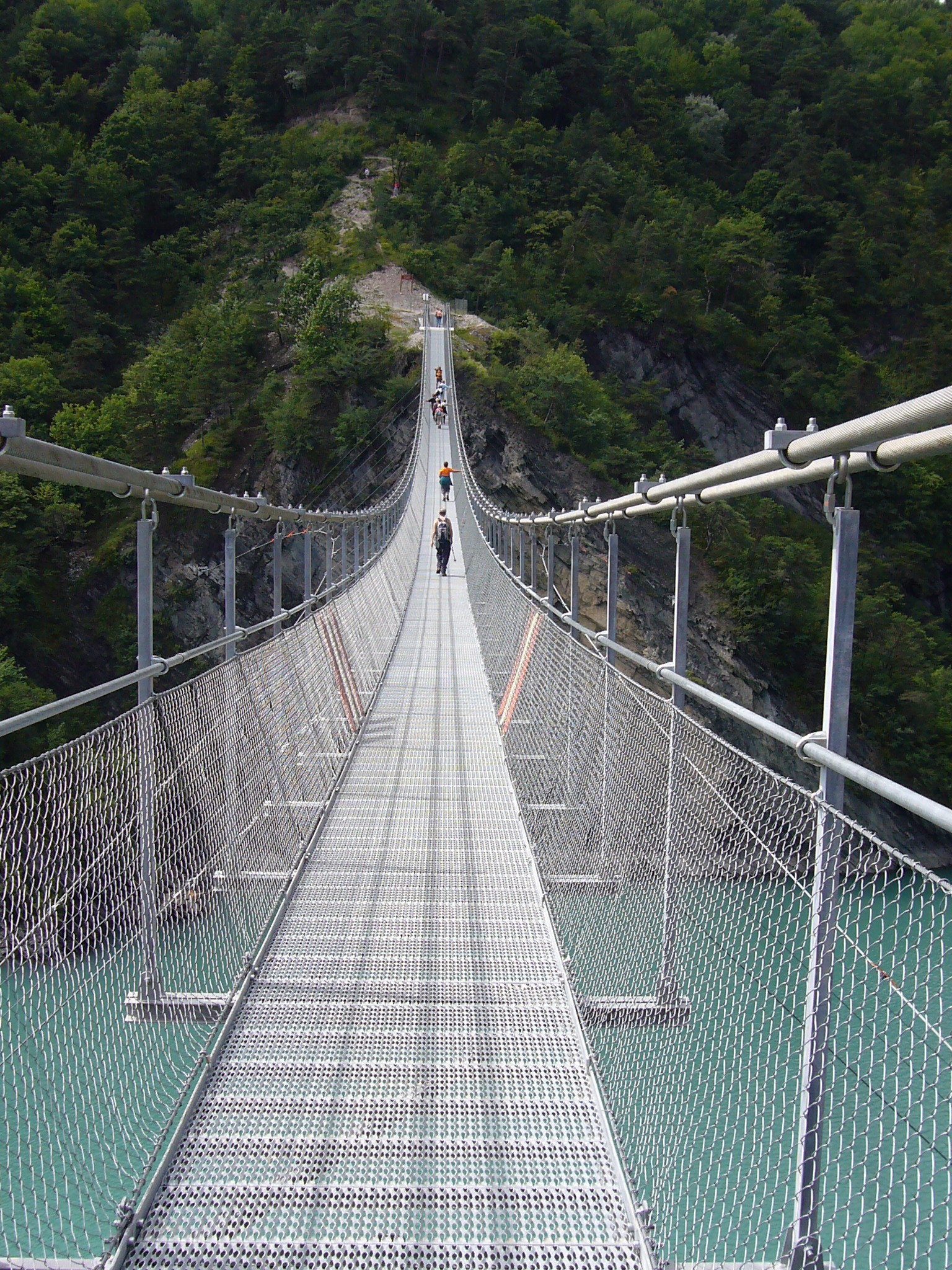
Bron över floden Drac i Lac de Monteynard-Avignonet i Isère i Frankrike
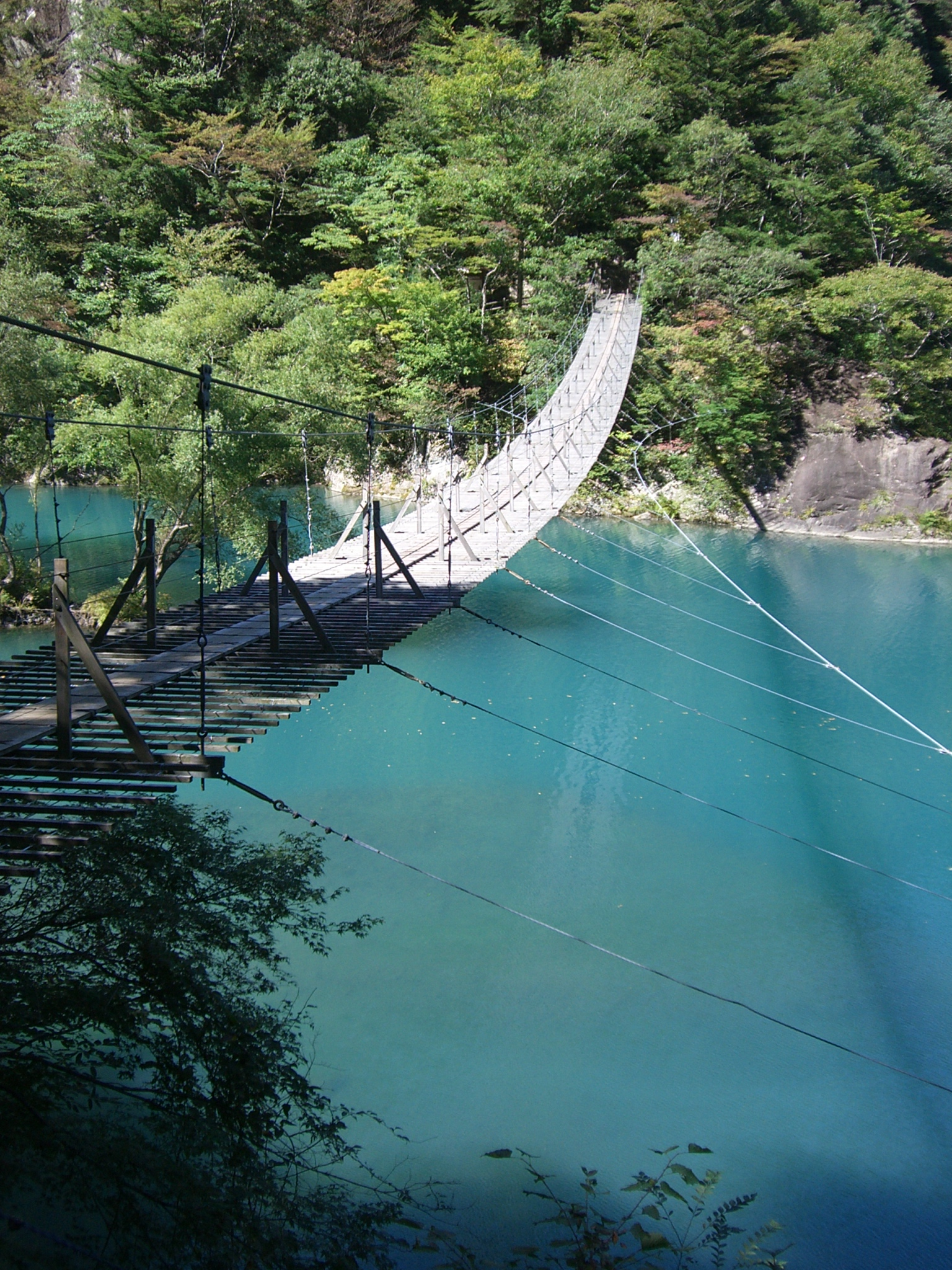
Repbro i Shizuoka prefektur i Japan, med stabiliseringskablar
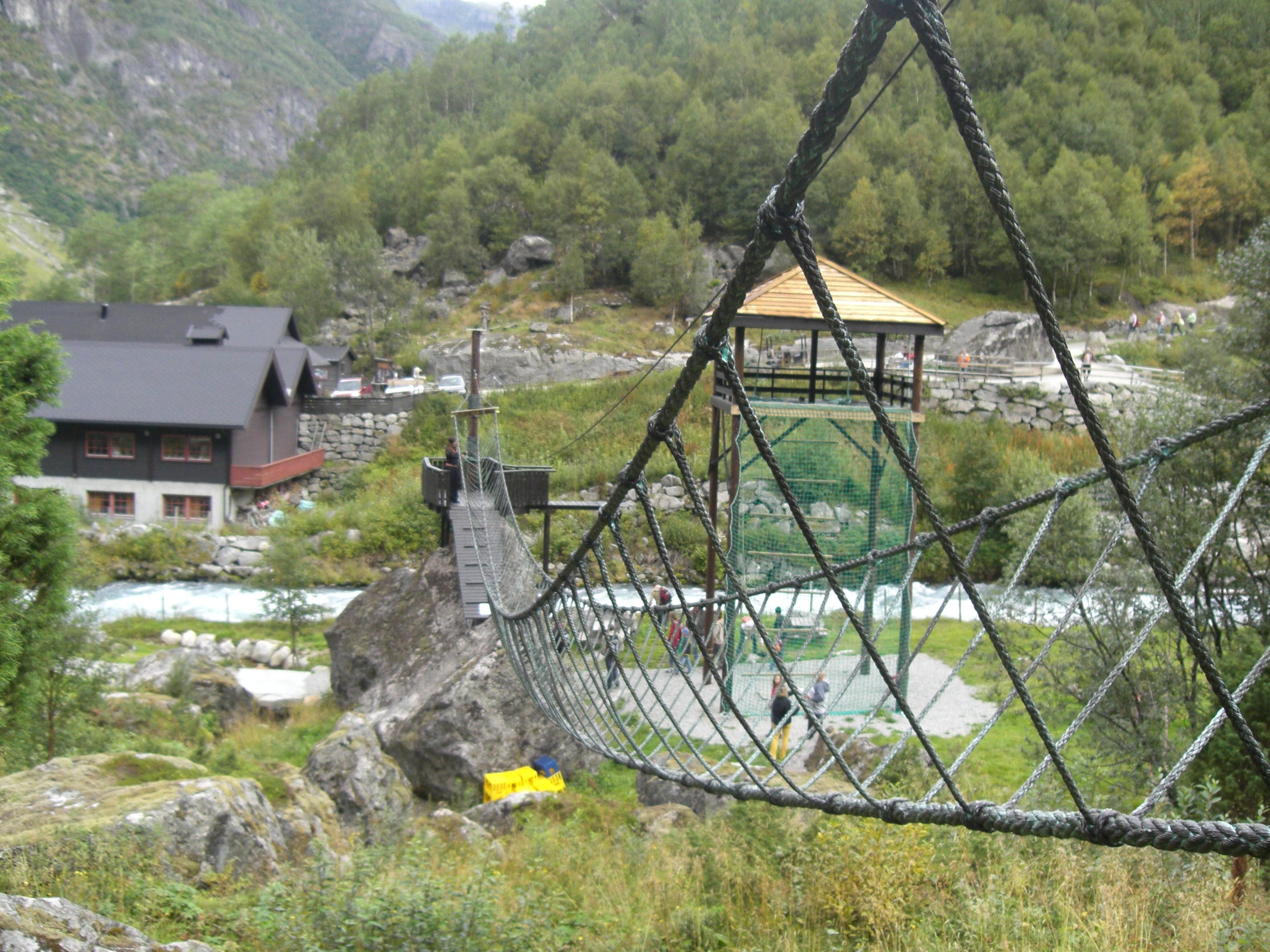
Repbro nära Briksdalsbreen i Norge
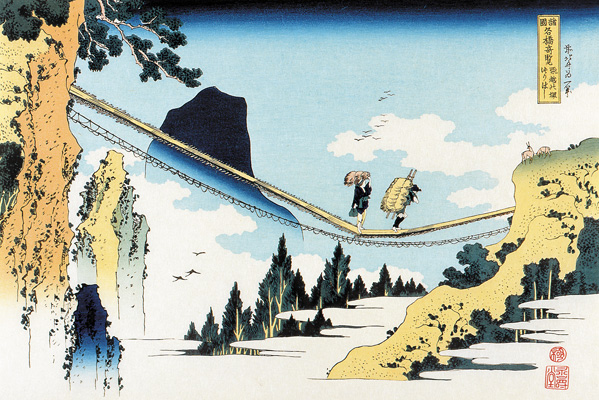
Hokusai: Repbro